# Chcę, więc potrafię
Chcę, Więc Potrafię – debiutancki album polskiego rapera Teka. Został wydany 3 czerwca, 2004 roku nakładem wytwórni Camey Studio.

## Lista utworów
1. Pytasz Kto To?
2. Alkoholiko
3. Tropików Żar
4. Przestroga (gościnnie: Chada, Cayra)
5. Czas Ucieka
6. Obieżyświat
7. Jesteś...
8. Poprzewracało Się W Głowach
9. Dzień Po Dniu
10. Wrócisz
11. Jej Historia
12. Smu-Tek
13. Wyobraźnia
14. Wyobraźnia
15. Ze Strachem
16. Skamieniali (Remix) (gościnnie: Trzeci Wymiar)
17. Gorączka Sobotniej Nocy
18. Jesteś...
19. Przestroga (Remix) (gościnnie: Chada, Cayra)